# Rebecca Feldman
Rebecca Elizabeth Feldman (Melbourne, 8 de febrero de 1982) es una corredora en silla de ruedas australiana. Ganó una medalla de oro en los Juegos Paralímpicos de Sídney 2000 en la prueba femenina de 400 m T34, por la que recibió una medalla de la Orden de Australia, una medalla de plata en los 100 m T34 y una medalla de bronce en los 200 m T34. En el año 2000, recibió una Medalla Deportiva Australiana.

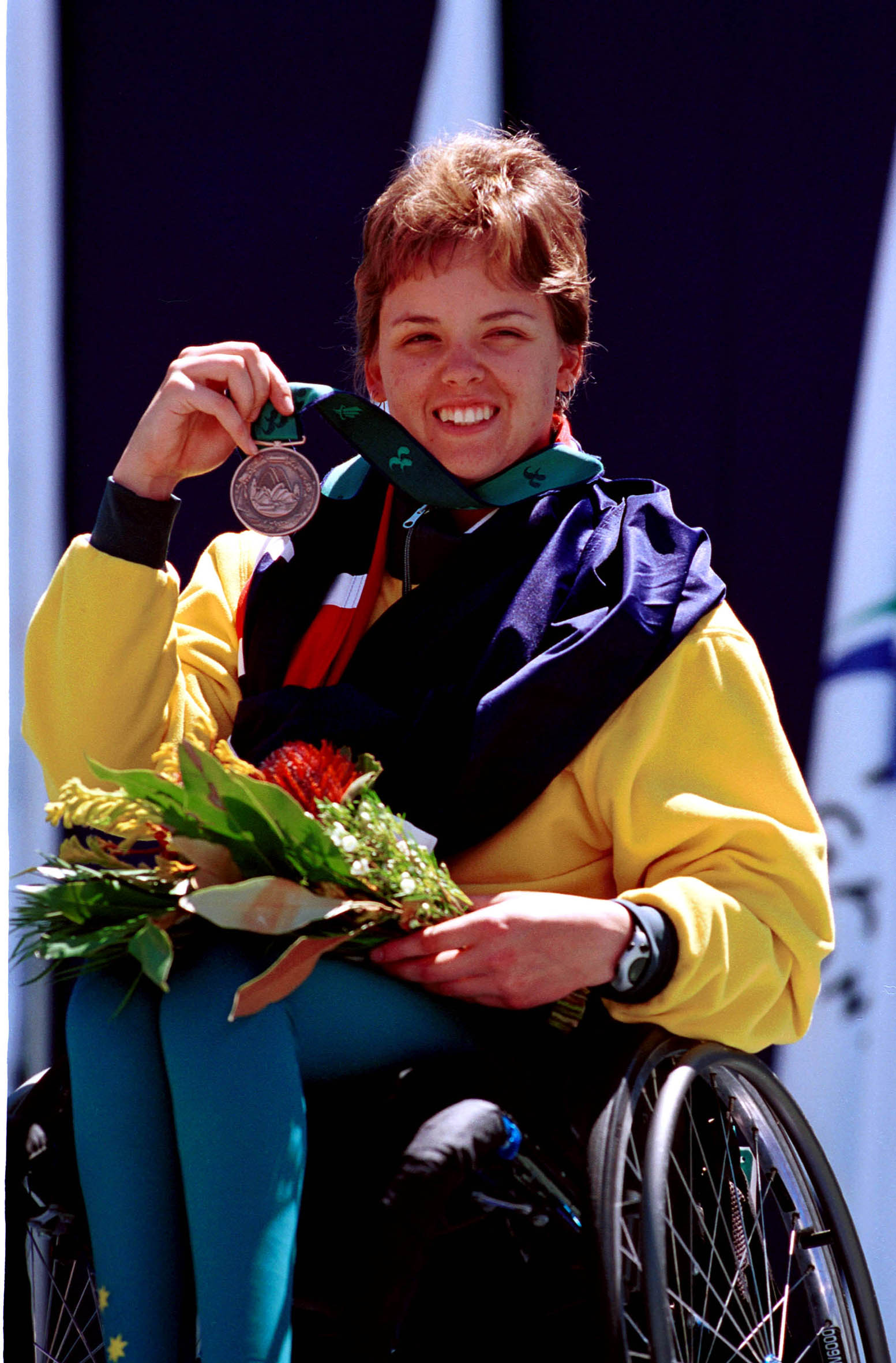
Feldman en el podio de medallas con la medalla de bronce que ganó en la carrera de 200 m T34, en silla en los Juegos Paralímpicos de Sídney 2000.

Después de su carrera como paralímpica, Rebecca se involucró en la defensa de la discapacidad, incluso con jóvenes y personas con discapacidades múltiples y complejas. Sus funciones han incluido la defensa individual y sistémica, la gestión de casos, la facilitación de grupos de pares y el desarrollo comunitario en los sectores de prestación de servicios para discapacitados y de gobierno local. Ha trabajado en una serie de proyectos que incluyen la vivienda, el acceso a la música en vivo, el cortometraje y el voluntariado, así como la capacitación del personal y de los clientes, forma parte del programa de liderazgo en discapacidad de Leadership Victoria.
Feldman también participa activamente en el liderazgo de Neighbourhood Connect Inc, una organización comunitaria australiana sin fines de lucro que facilita la reconexión,[6] de las personas en sus barrios locales, como lo propugna Hugh Mackay.